# Dhimiter Çani
Dhimiter Çani , (Korçe, Albania, 14 de septiembre de 1904-Tirana, Albania, 1990) fue un artista albanés, famoso por ser uno de los mejores escultores albaneses de la época contemporánea.

## Biografía
Dhimiter Çani nació en Korçë. Después de estudiar en el Liceo Francés de su ciudad natal, continuó sus estudios en la ciudad de Boston, Estados Unidos hasta 1932. Amante de las Bellas Artes, le gustaba la música y tocaba la guitarra. Durante su estancia en América, se reunió con Fan Noli, con quien mantuvo una intensa correspondencia durante toda su vida.
Antes de elegir bellas artes, se dedicó como músico, actor y fotógrafo. Con este último trabajo se traslada a Italia, donde asiste hasta 1935 a la Academia Británica de Bellas Artes de Roma. Concluyó su formación con el premio al mejor trabajo de su promoción. De regreso a Albania en 1936, se dedicó a la enseñanza. Fue profesor de dibujo en las localidades de Shkodra, Elbasan, Gjirokastra, Berat y en el Liceo de Korça. A la vez continuó dedicando tiempo a la escultura. Desde 1950 estuvo viviendo en Tirana, hasta su muerte en 1990.

## Obras

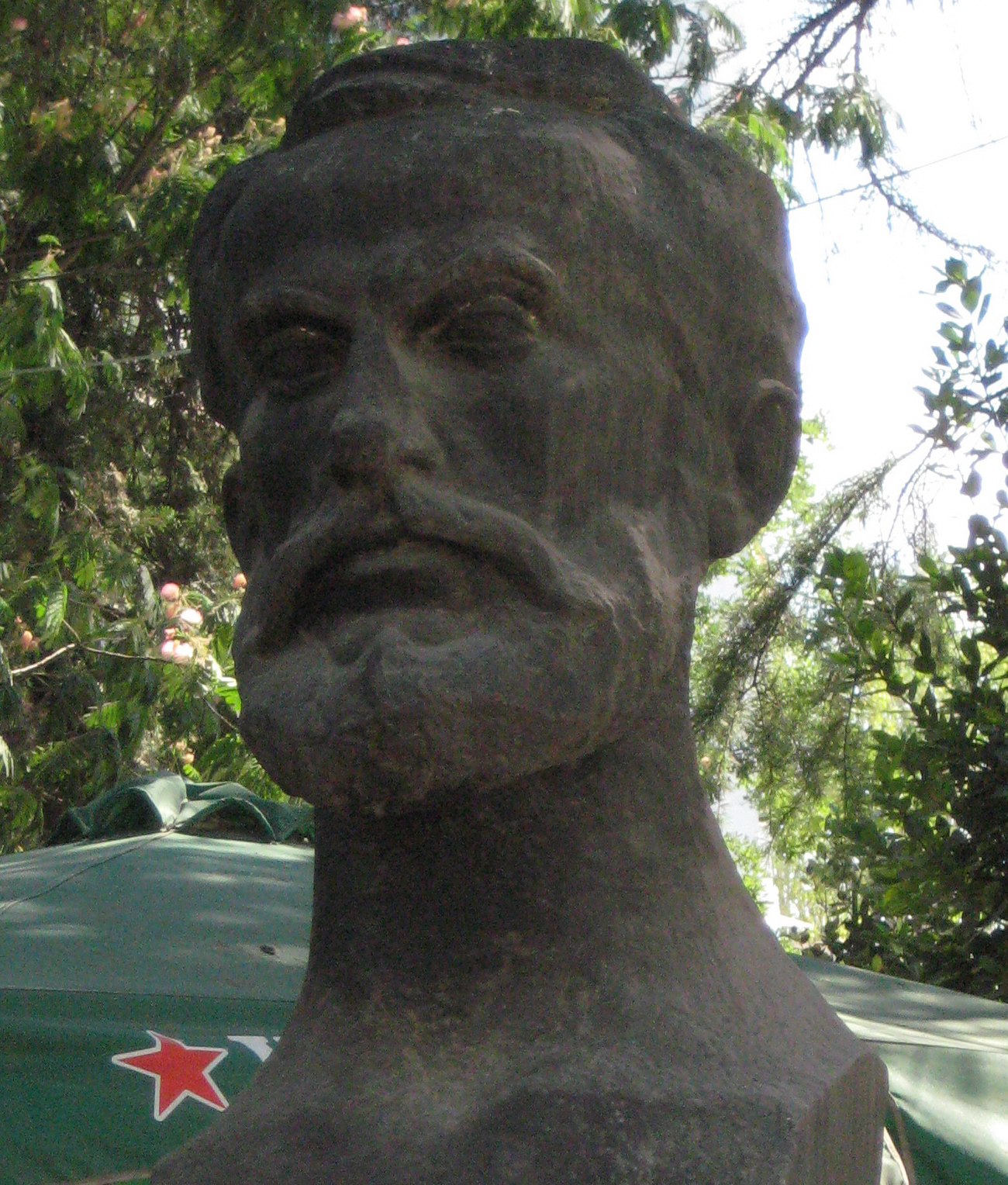
Sami Frashëri, su obra más conocida.

De su trabajo escultórico podemos destacar las siguientes obras:
- Monumenti i Dëshmorve të Kombit në Berat (1935), monumento en Berat
- Skenderbeu (1937), Skanderberg
- Ushtari i popullit (1957), el soldado del pueblo
- Avni Rustemi (1959)
- Naim Frashëri (1956)
- Bab Dud Karbunara (1937),  (enlace roto disponible en Internet Archive; véase el historial, la primera versión y la última). , Bab Dud Karbunara (1812-1917), defensor del idioma albanés. Su busto en piedra se conserva en la ciudad donde nació , Berat. 40°42′12″N 19°57′9″E / 40.70333, 19.95250
- Ali Asllani (1964)
- Milto Sotir Gura (1969)
- Koto Hoxhi (1965)
- Pjeter Budi (1963),   , Labrado en piedra blanca, el mismo Çani hizo dos reproducciones en bronce. Se conserva uno de los bronces,  de 1 metro de altura y 200 kg , en un jardín próximo a la avenida principal de la ciudad de Burrel. 41°36′35″N 20°0′44″E / 41.60972, 20.01222
- Vasil Shanto (1956)
- Ndre Mjeda (1961)
- Fan Noli (1965)
- Sami Frashëri (1960)
- Nonda Bulka (1969)
- Loro Kovaçi (1969)
- dir. M. Krantja (1974)
- Abedin Çiçi (1972)